# دزد و نویسنده
دزد و نویسنده فیلمی به کارگردانی و نویسندگی کاظم معصومی محصول سال ۱۳۶۴ است.

## خلاصه داستان
رحمان پس از آزادی از زندان تصمیم دارد شرافتمندانه زندگی کند، اما به دلیل سوء سابقه موفق به یافتن کار نمی‌شود. حتی رفیق قدیمی اش هم دست رد به سینه اش می‌زند. سوء سابقه مثل بختک آزارش می‌دهد و راه زندگی را بر او بسته است. به ناچار راهی اهواز می‌شود تا بلکه به کمک خواهر (آهو خردمند) یا شوهرخواهرش کاری دست و پا کند اما شوهر خواهر هم دست رحمان را نمی‌گیرد و ناچار رحمان باز به تهران برمی گردد. در مسیر برگشت و توی قطار رحمان با پیرمردی آشنا می‌شود که ساک دستی اش را محکم چسبیده است. رحمان به طمع آنکه شکار دندان‌گیری نصیبش شده ساک را می‌دزدد ولی ساک پر از دست نوشته‌های پیرمرد است و داروهای او.
پیرمرد نویسنده که زحمت ده ساله اش را در آن ساک از کف داده بود به هر مصیبتی که هست نشانی منزل رحمان را می‌یابد تا حاصل عمرش را پس بگیرد اما رحمان نوشته‌ها را دور انداخته است.
پیرمرد و رحمان مشترکاً به دنبال دسترنج پیرمرد بیمار زباله‌های شهر را زیر و رو می‌کنند
در این مسیر پیرمرد به رحمان دلبسته می‌شود و میانشان الفتی درمی‌گیرد.

## بازیگران
- علی نصیریان در نقش «نویسنده»
- خسرو شکیبایی در نقش «رحمان»
- هو خردمند در نقش «نسا»؛ خواهر رحمان
- علی اصغر نجات
- مهری مهرنیا در نقش «صاحب‌خانهٔ رحمان»
- احمد بهروزی
- حمید نوری
- فاضل معصومی
- احمد عبداللهی
- هوشنگ ملک آرا
- نریمانی
- نصرت اطمینان
- اصغر خندان
- پرویز شکری